# Iridopsis salmonearia
Iridopsis salmonearia là một loài bướm đêm trong họ Geometridae.